# Odontopyge angolana
Odontopyge angolana är en mångfotingart som beskrevs av Kraus 1958. Odontopyge angolana ingår i släktet Odontopyge och familjen Odontopygidae. Inga underarter finns listade i Catalogue of Life.